# التهاب الغدة الدرقية بعد الولادة
التهاب الغدة الدرقية بعد الولادة هي ظاهرة لوحظت بعد الحمل، ويمكن أن تشمل فرط نشاط الغدة الدرقية أو قصور نشاط الغدة الدرقية أو الاثنين بالتتابع.

## تأثيره ومراحله
يصيب الالتهاب حوالي 5٪ من النساء في غضون عام بعد الولادة، عادة ما تبدأ. أولى مراحله بـفرط نشاط الغدة الدرقية، بعد ذلك إما أن تعود الغدة الدرقية إلى وضعها الطبيعي أو يبدأ القصور فيها. من بين هؤلاء النساء اللواتي يعانين من قصور الغدة الدرقية المرتبط بالتهاب الغدة الدرقية ما بعد الولادة، فإن واحدة من كل خمسة يصابون بقصور الغدة الدرقية بشكل دائم، مما يتطلب علاجاً مدى الحياة.

## أسباب حدوثه
يُعتقد أن التهاب الغدة الدرقية بعد الولادة ينجم عن تغييرات الجهاز المناعي اللازمة للحمل، وهيستولوجياً هو التهاب الغدة الدرقية اللمفاوي تحت الحاد.

## علاجه
عادة ماتكون هذه العملية محدودة ذاتياً، ولكن عندما يتم العثور على الأجسام المضادة التقليدية، تكون هناك فرصة كبيرة في هذا الإجراء إلى الغدة الدرقية دائمًا.